# Beilschmiedia kweichowensis
Beilschmiedia kweichowensis är en lagerväxtart som beskrevs av Cheng. Beilschmiedia kweichowensis ingår i släktet Beilschmiedia och familjen lagerväxter. Inga underarter finns listade i Catalogue of Life.